# 1995 LH
1995 LH är en asteroid i huvudbältet som upptäcktes den 5 juni 1995 av den australiensiske amatörastronomen Gordon J. Garradd vid Siding Spring-observatoriet.